# Joey Greco
Joel S. Greco (29 de febrero de 1972) es un actor y conductor estadounidense. Es conocido por haber conducido Cheaters desde 2002 hasta 2012.

## Trabajos
| Año                     | Trabajo             | Papel              | Notas      |
| 1998                    | Finding North       | Invitado de fiesta | Menor      |
| 2003                    | The Bottom Line     | Tony               | Principal  |
| 2006                    | Serum               | Det. Williams      | Menor      |
| 2009                    | Night Crawlers      | Delacroix          | Principal  |
| 2009                    | Sweet Justice       | El mismo           | Secundario |
| 2009                    | The Janky Promoters | Kevin Maline       | Secundario |
| 2009                    | The Locker          | Patrick McMahon    | Principal  |
| 2002-2012 2017-presente | Cheaters            | El mismo           | Conductor  |
| 2010-2012               | Ghostbreakers       | El mismo           |            |